# Kavád I.
Kavád I. (v pahlavském písmu ) byl perský velkokrál z rodu Sásánovců vládnoucí v letech 488–496 a 499–531. Jeho otcem by král Péróz I. (vládl v letech 459–488), synem a nástupcem král Husrav I.

## Rodina a mládí
Podle údajů Malalovy kroniky se Kavád narodil roku 449, tj. deset let předtím, než jeho otec Péróz nastoupil na perský trůn. Z Kavádových sourozenců je blíže znám Zámásp, pozdější krátkodobý perský král, Zaré, který se za vlády krále Valgaše pokusil o převrat, a sestra Pérózducht, zajatá Hefthality roku 484.
V pramenech se Kavád poprvé objevuje v souvislosti s první otcovou výpravou proti Hefthalitům (469), při níž byl zajat a na svobodu se dostal teprve po vyplacení vysokého výkupného (náklady možná spolufinancoval i byzantský císař Leon I.). Poté o princi chybějí informace až do poloviny osmdesátých let, kdy král Péróz zahynul v druhé válce s Hefthality a na perský trůn dosedl jeho bratr Valgaš. Tehdy Kavád pravděpodobně uplatňoval své nároky na trůn, ale nakonec musel sám uprchnout k Hefthalitům, kde setrval po větší část Valgašovy vlády.

## Poprvé králem
V roce 488 se princ Kavád zmocnil za nejasných okolností perského trůnu. Určitě se tak stalo za podpory Hefthalitů a dosavadního prvního ministra Sóchry, neví se však, zda král Valgaš byl při převratu svržen či zda naopak jeho smrt vyvolala Kavádův zásah. Každopádně se v prvních letech panování nového krále na poměrech v Persii mnoho nezměnilo: v čele státu zůstal i nadále Sóchrá z rodu Kárů a ani vliv Hefthalitů se nijak podstatně nesnížil. Teprve postupem doby se mělo ukázat, že se Kavád nemíní spokojit s rolí loutky, ovládané šlechtickými klikami, tak jako jeho předchůdce.
Ve snaze posílit královskou moc rozehrál Kavád v devadesátých letech složitou hru: podněcoval rivalitu mezi dvěma nejvlivnějšími rody v říši, Mihrány a Káry, a za podpory Mihránovce Šápúra se mu podařilo popravit roku 494/495 Sóchru. Zároveň začal dopřávat sluchu lidovému kazateli Mazdakovi, který propagoval myšlenky spravedlivého rozdělení majetku a snad byl ovlivněn i některými idejemi manicheismu. Třebaže není jasné, zda tak král činil jen proto, aby dále oslabil vliv velmožů, či zda na něj zapůsobila Mazdakova osobní víra a zbožnost, výsledkem byly nejrozsáhlejší sociální nepokoje, jež říše zažila od svého vzniku ve 3. století. Tyto tzv. mazdakovské bouře provázelo drancování šlechtických statků, trvající zhruba rok, a rozsáhlé násilnosti. Vše ukončil až státní převrat zorganizovaný v roce 496, při němž velmoži Kaváda I. sesadili a poslali do státního vězení v Chúzistánu. Novým králem byl provolán Kavádův bratr Zámásp.

## Vězení a exil
Nevíme, jak dlouho strávil Kavád v chúzistánském vězení, jisté však je, že se mu brzy zdařil útěk a že ho na dvoře Hefthalitů, kam zamířil, vlídně přijali. Hefthalitský král mu dal za ženu svou dceru, a poté co se Kavád zaručil, že bude opět platit tribut, dostal k dispozici vojsko, aby si s jeho pomocí vydobyl trůn nazpět. Roku 499 vtrhly hefthalitské oddíly do Persie a Kavád I. byl opět dosazen na trůn. Zámáspův další osud je neznámý.

## Restaurace moci
Druhá Kavádova vláda nebyla na události méně bohatá než ta první. Zdá se, že král v určitém směru dál spolupracoval s mazdakisty i Mazdakem osobně, na rozdíl od let 494/495–496 si však udržoval nad situací pevnou kontrolu. V zahraničněpolitické oblasti došlo v letech 503–505/506 ke konfliktu s východořímskou říší, údajně vyvolaném odmítnutím Kavádovy žádosti, aby se císař Anastasius I. podílel na placení tributu Hefthalitům. Boje však měly spíše poziční charakter a skončily uzavřením příměří, neboť sásánovskou říši napadly na severovýchodě nomádské kmeny.
Válka s kočovníky trvala plných deset let a její průběh není podrobněji znám. Neví se ani, o jaká etnika se jednalo, jistě však nešlo o Hefthality, neboť ti byli spojenci Peršanů. Prameny hovoří o Kadusiích či obecně o „Hunech“. Vnitropoliticky se od počátku dvacátých let stále více zhoršoval králův vztah k Mazdakovi a jeho hnutí. Důvodů bylo patrně více, tím hlavním však byla bezpochyby následnická otázka v říši, lépe řečeno volba prince Husrava za Kavádova dědice. Husrav patřil k rozhodným odpůrcům mazdakistů a patrně na otce vyvíjel nátlak, aby hnutí potlačil. Přesto trvalo ještě několik let, než se k tomu starý král odhodlal.
Kolem roku 522/523 nabídl Kavád východořímskému císaři Justinu I. definitivní uzavření míru a na oplátku ho požádal, aby adoptoval jeho syna Husrava. Smysl této akce je zřejmý: v případě, že by byl Husrav zbaven moci, měl by císař povinnost intervenovat a dopomoci mu opět k trůnu. Vzhledem k tomu, že Husrav byl nejmladším Kavádovým synem a že nejstarší syn Kavus náležel k příznivcům Mazdaka, nepůsobila taková eventualita nijak nereálně. Justinus však žádost odmítl, čímž dal Kavádovi záminku k nové válce.
Konflikt s východořímskou říší začal roku 527 a trval až do Kavádovy smrti. Bojovalo se hlavně o Ibérii (dnešní Gruzie), aniž by jedna či druhá strana nabyla rozhodné převahy. Král se mezitím rozhodl, že se s konečnou platností vypořádá s mazdakisty – roku 528/529 byla většina z nich včetně Mazdaka povražděna. Přesto hnutí v některých oblastech Íránu přežilo až do dob arabské nadvlády.

## Kavádova smrt
Kavád zemřel po téměř čtyřicetileté vládě roku 531 a bilance jeho politiky je rozporuplná. Na jedné straně dopustil, aby říši v devadesátých letech zachvátily těžké vnitřní zmatky, na straně druhé se mu nakonec podařilo posílit královskou moc a vrátit Persii alespoň část zahraničněpolitické prestiže. Jeho patrně nejlepším rozhodnutím však byla volba nástupce – Husrav I. totiž brzy prokázal, že je jedním z nejschopnějších sásánovských králů vůbec.